# ڜ
Tche ou ṣe (ڜ) est une lettre additionnelle de l’alphabet arabe utilisée dans l’écriture de l’arabe maghrébin (arabe algérien, arabe marocain) et du wakhi.

## Utilisation
Dans l’écriture de l’arabe maghrébin (arabe algérien, arabe marocain), ‹ ڜ⁠ › représente une consonne affriquée palato-alvéolaire sourde [tʃ], utilisée dans les mots d’emprunt d’autres langues,.
Dans l’écriture du wakhi écrit avec l’alphabet arabe, ‹ ڜ › représente une consonne fricative rétroflexe sourde [ʂ].